# Останин, Валерий Сергеевич
Валерий Сергеевич Останин (род. 3 января 1947, Бийск, Алтайский край) — российский политический деятель, депутат Государственной думы третьего созыва

## Биография
Окончил Омскую школу милиции и Академию МВД. 1990—1992 — начальник отдела по борьбе с организованной преступностью ГУВД Алтайского края.

### Депутат госдумы
Был помощником депутата Государственной Думы Юрия Щекочихина; депутатом был избран по федеральному списку избирательного объединения «Яблоко». Депутат Государственной Думы Федерального Собрания РФ третьего созыва (1999—2003).